# Fratelli Torri-Tarelli

Carlo Torri-Tarelli ritratto.

Giuseppe Torri-Tarelli ritratto.

I fratelli Torri-Tarelli erano cinque fratelli che nacquero da una famiglia originaria di Valmadrera formata da Carlo Torri-Tarelli e Giuseppina Dell'Oro.

## Le origini
I fratelli erano:
- Giovanni, nato ad Onno di Oliveto Lario nel 1826 e morto il 4 maggio 1848;
- Carlo, nato ad Onno di Oliveto Lario il 26 giugno 1832, console a Montevideo e Buenos Aires, morì a Onno il 14 dicembre 1887;
- Giuseppe, nato ad Onno di Oliveto Lario 16 giugno 1839, morto a Catanzaro il 28 settembre 1860 per ferite riportate in battaglia;[3]
- Battista nato ad Onno di Oliveto Lario il 16 novernbre 1840, morto a Lecco il 19 ottobre 1901;
- Tommaso nato ad Onno di Oliveto Lario.

## Una famiglia di patrioti
Il primogenito dei Torri-Tarelli, Giovanni, morì durante una burrasca nelle acque del lago di Lecco mentre trasportava delle armi dalle sponde di Malgrate a Lecco, armi destinate alla resistenza contro gli austriaci. A quel tempo gli altri quattro successivi fratelli, ovvero: Carlo, Battista, Tommaso e Giuseppe erano tutti giovanissimi, ma la morte del fratello maggiore fu la spinta per far crescere l'amor di patria e lo spirito patriottico.
Carlo dalle guerre del '48 in avanti parteciperà a tutte le imprese di Giuseppe Garibaldi, fu ferito nella vittoriosa campagna del '59, seconda guerra d'indipendenza, fu poi in Sicilia coi Mille e incarcerato e poi rilasciato alla Battaglia di Mentana.
Giuseppe fu nel '59 a Varese e San Fermo e fu poi in Sicilia coi Mille dopo aver abbandonato gli studi di matematica presso l'Università di Pavia.
Battista era studente in legge all'università di Pavia quando scoppiò la seconda guerra d'Indipendenza. Volontario nel 1º reggimento Granatieri di Sardegna, combatté a san Martino, Varese e San Fermo. Nel 1860 per un inconveniente di viaggio non riuscì per tempo a raggiungere Quarto, ma si unirà alla successiva spedizione del generale Luigi Medici, combattendo a Milazzo e risalendo l'Italia con i volontari di Garibaldi. Nel 1866 sarà in Trentino, nel 1867 nell'Agro Romano, dove venne catturato dalle truppe francesi schierate a difesa del Papa. Fu imprigionato a Castel Sant'Angelo, assieme ai Maggiori: Antonio Burlando, Vecchi, Andrea Sgarallino, Carlo Torre-Torelli e il dottor Agostino Bertani e in seguito tradotto nel carcere di Civitavecchia. Scarcerato, nel 1870 tornò a Lecco e scomparve nell'ottobre 1901.
Di Tommaso Torri-Tarelli, il figlio minore, si sa solo che dopo essere diventato ingegnere, partecipò solo alla campagna del 1859 come volontario in cavalleria.

## Alla spedizione dei Mille
Carlo e Giuseppe Torri-Tarelli, partirono per Quarto insieme ad altri lecchesi: Ernesto Berthé, Luigi Rota e Tranquillo Baruffaldi. Il 5 maggio 1860 si imbarcarono con la spedizione dei Mille. Animati da uno spiccato fervore combattivo, a Calatafimi prendono attivamente parte al primo scontro con i borbonici. A Palermo i due Torri-Tarelli vengono entrambi feriti, Carlo al ginocchio sinistro e Giuseppe al braccio destro. In quel giorno Carlo conquista la medaglia d'argento al valore militare.
Frattanto il fratello Battista giungeva in Sicilia il 24 giugno 1860 e venne inquadrato nella compagnia di Nino Bixio, dove militava anche il fratello Giuseppe. Carlo, in qualità di capitano addetto allo Stato Maggiore, rimase a Palermo.
Giuseppe e Battista combattono a Milazzo, attraversano lo stretto, mentre ormai tutta l'isola è in mano italiana, ma sulle rive del fiume Volturno, dove nella battaglia decisiva i due fratelli garibaldini non combattono assieme, Giuseppe Torri-Tarelli, nella battaglia di Palermo venne colpito da un proiettile a un braccio; trascurata la ferita, venne colpito da infezione tetanica e morì a Catanzaro il 28 settembre 1860 a ventun anni di età. La città di Palermo, che l'aveva visto tra i suoi conquistatori, decretava alla sua memoria una medaglia d'argento al valor militare, con la seguente motivazione: "A voi Torri-Tarelli Giuseppe uno dei mille prodi sbarcati con Garibaldi a Marsala il dì II maggio 1860, il Senato di Palermo questo attestato rilascia, accompagnato alla medaglia che decreta la nostra cittadina rappresentanza e che oggi il Municipio vi conferisce."
Carlo Torri-Tarelli, nell'elenco ufficiale dei partecipanti all'impresa pubblicato sulla Gazzetta Ufficiale del Regno d'Italia del 12 novembre 1878, lo si trova al numero 1012.
Giuseppe Torri-Tarelli, nell'elenco ufficiale dei partecipanti all'impresa pubblicato sulla Gazzetta Ufficiale del Regno d'Italia del 12 novembre 1878, lo si trova al numero 1013.
Nella via loro dedicata è posto un altorilievo in marmo e bronzo con un'epigrafe di Giovanni Bertacchi recante la seguente ode: "Sul folto dei Garibaldini Lecchesi evocati dal cuore del popolo balzino in faccia al futuro i cinque fratelli magnanimi Torri-Tarelli: Carlo dal '48 Mentana presente ad ogni gesta del duce, Battista che lo seguì dai colli di Varese e San Fermo, Tomaso cavalcante a vittoria sui campi del '59, Giovanni perito in questa acque recando armi all'insorta Milano, Giuseppe colpito a Palermo di micidiale ferita onde il fraterno manipolo aggiunto ai Bronzetti e ai Cairoli bello di gloria e di morte passa per la storia d'Italia."